# Rhaphuma unigena
Rhaphuma unigena är en skalbaggsart som beskrevs av Holzschuh 1993. Rhaphuma unigena ingår i släktet Rhaphuma och familjen långhorningar. Inga underarter finns listade i Catalogue of Life.